# ロハス事件
ロハス事件（ロハスじけん）は、1989年9月3日、ブラジル・リオデジャネイロのマラカナン・スタジアムにて行われたFIFAワールドカップイタリア大会・南米予選3組最終節、ブラジル代表対チリ代表の試合にて発生した不正にまつわる事件である。

## 概要

### 背景
FIFAワールドカップイタリア大会南米予選3組は、ブラジル・チリ・ベネズエラの3ヶ国によってホーム・アンド・アウェー方式で行われ、1位が本大会またはオセアニア代表との大陸間プレーオフに出場できることとなっていた。
まずブラジル・チリともベネズエラにアウェーで勝利、続いてチリ・サンティアゴにて行われたチリ対ブラジルの試合は1-1の引き分け、その後ブラジル・チリともベネズエラにホームで勝利し最終節を残して勝ち点で並ぶ展開となっていたが、得失点差でブラジルが上回っていたため、チリとしては最終戦のブラジル戦をアウェーで勝利しなくては本大会出場ができない状況となっていた。
そこで迎えたブラジル対チリの試合はホームのブラジルが優位に進める展開となり、後半4分にカレカのゴールにてブラジルが1点リード、本大会出場に向けて大きく前進した。

### 事件
ところが後半25分、チリのゴール裏の観客席で応援していたブラジル人女性客が発炎筒をピッチの中に投げ込み、発炎筒はチリのゴールマウス付近に落下、その瞬間チリ代表主将でゴールキーパーのロベルト・ロハスがピッチに倒れこんだ。
頭部から大量に出血したロハスは担架に乗せられて退場。その後、チリは「安全を確保されていない会場では試合を出来ない」と主張して試合続行を拒否。試合はブラジルが1-0でリードしたままの状態で打ち切りとなったが、チリは、試合の無効と第3国での再試合を求めてFIFAに提訴した。

### 真相
チリの提訴が通ればチリの本大会出場のチャンスは大きく広がることとなるはずであった。しかし、試合の翌日、日本の『サッカーマガジン』と契約していたアルゼンチン人カメラマンのリカルド・アルフィエリが撮影した写真によって、投げ込まれた発炎筒はロハスに全く当たっていないことが判明した。さらに、FIFAの調査の結果、ロハスの負傷は自身があらかじめ隠し持っていた剃刀による頭部への自傷行為によるものであることも判明した。
以上の調査の結果ブラジル対チリ戦は没収試合となりブラジルの2-0による勝利という扱いとなったためブラジル代表の本大会出場が決定した。

### 処分
一方のチリ代表は主犯のロハスと代表監督のオーランド・アラヴェナ、そしてロハスを診察した医師のダニエル・ロドリゲスがサッカー界から永久追放、共犯者とされた代表副主将でディフェンダーのフェルナンド・アステンゴも5年間の選手資格停止処分となった。
そして、チリサッカー連盟には約10万ドル（当時の日本円で約1420万円）の罰金と次回アメリカ大会予選参加権剥奪という処分が下された。その一方でブラジルサッカー連盟も試合運営の不手際を問われ約12000ドル（同約170万円）の罰金を科されている。
ロハスはその後、FIFAから永久追放処分を解除され、ブラジルのサンパウロFCでキーパーコーチ等を務めるなどしている。